# Alchisme nigrocarinata
Alchisme nigrocarinata är en insektsart som beskrevs av Leon Fairmaire. Alchisme nigrocarinata ingår i släktet Alchisme och familjen hornstritar. Inga underarter finns listade i Catalogue of Life.